# Mariss Jansons
Mariss Ivars Georgs Jansons (ur. 14 stycznia 1943 w Rydze, zm. 30 listopada 2019 w Petersburgu) – łotewski dyrygent.

## Życiorys
Syn dyrygenta Arvīdsa Jansonsa, urodził się w czasie II wojny światowej, kiedy jego matka – jako Żydówka – musiała się ukrywać. Krótko po wojnie ojciec przeniósł się do Leningradu, gdzie został asystentem Jewgienija Mrawińskiego, dyrektora zespołu Filharmonii Leningradzkiej; rodzina dołączyła do niego w 1956. Mariss Jansons studiował w miejscowym konserwatorium grę na fortepianie i skrzypcach oraz dyrygenturę. Od 1969 kontynuował studia w Austrii (Salzburg, Wiedeń), m.in. u Herberta von Karajana i Hansa Swarowsky’ego.
W 1973 został drugim dyrygentem filharmoników leningradzkich. W latach 1979–2000 był głównym dyrygentem orkiestry filharmonii w Oslo. Intensywną pracę przypłacił zawałem serca w 1996 w czasie dyrygowania Cyganerią Pucciniego w Oslo, tym samym o mało nie podzielił losu ojca, który wskutek zawału zmarł w czasie dyrygowania. Poza Oslo Jansons pracował m.in. z orkiestrą Filharmonii Londyńskiej, orkiestrą symfoniczną w Pittsburghu, orkiestrą symfoniczną rozgłośni Bayerischer Rundfunk. Od września 2004 do 2016 roku kierował holenderską Koninklijk Concertgebouworkest w Amsterdamie.
W 2006, 2012 i 2016 dyrygował koncertem noworocznym Filharmonii Wiedeńskiej. Odznaczony wieloma prestiżowymi wyróżnieniami, w tym łotewskim Orderem Trzech Gwiazd, norweskim Orderem Zasługi oraz bawarskim Orderem Maksymiliana. W roku 2013 otrzymał Wielki Krzyż Zasługi z Gwiazdą Orderu Zasługi Republiki Federalnej Niemiec oraz tytuły kawalera Orderu Lwa Niderlandzkiego i komandora francuskiego Orderu Sztuki i Literatury.

## Nagrody i wyróżnienia
- 1981–1996 – Spellemannprisen:

| Rok  | Kategoria                      | Tytułem                                               | Nagroda          | Nota      | Źródło |
| ---- | ------------------------------ | ----------------------------------------------------- | ---------------- | --------- | ------ |
| 1981 | Klassisk                       | 3 plater med Grieg                                    | Spellemannprisen | Laur      | [ 4 ]  |
| 1989 | Klassisk/Samtidsmusikk         | Prokofjev: Romeo Og Julie – Suiter                    | Spellemannprisen | Nominacja | [ 4 ]  |
| 1990 | Klassisk Musikk/Samtidsmusikk  | Verker Av Bartok                                      | Spellemannprisen | Nominacja | [ 4 ]  |
| 1990 | Klassisk Musikk/Samtidsmusikk  | Mahler Symfoni No. 2                                  | Spellemannprisen | Laur      | [ 4 ]  |
| 1991 | Orkester Og Kormusikk          | Sibelius: Symfoni No. 1, Finlandia, Karelia           | Spellemannprisen | Nominacja | [ 4 ]  |
| 1992 | Orkestermusikk                 | Shostakovich/Symfoni No. 6 & 9                        | Spellemannprisen | Nominacja | [ 4 ]  |
| 1993 | Orkestermusikk                 | Dvorak: Cellokonser/Tsjaikovskij; Rokokko-Variasjoner | Spellemannprisen | Laur      | [ 4 ]  |
| 1993 | Orkestermusikk                 | Stravinskij: Varofferet-Petrusjka (1947 Suite)        | Spellemannprisen | Nominacja | [ 4 ]  |
| 1993 | Orkestermusikk                 | Dvorak: Symfoni 7 & 8                                 | Spellemannprisen | Nominacja | [ 4 ]  |
| 1994 | Klassisk Musikk/Samdtidsmusikk | Saint-Saëns-Symfoni No. 3 Og Fiolinkonser No. 3       | Spellemannprisen | Nominacja | [ 4 ]  |
| 1995 | Orkestermusikk                 | Sjostakovitsj: Cellokonserter                         | Spellemannprisen | Laur      | [ 4 ]  |
| 1996 | Orkestermusikk                 | Sibelius: Symfonier Nr. 3 Og 5                        | Spellemannprisen | Nominacja | [ 4 ]  |

- 2018 – Nagroda Fundacji Muzycznej Léonie Sonning